# جزر أندمان ونيكوبار
جزر أندمان وَ نِكُبَار أو نِكوبار أو (نقحرة: نيكوبار) (بالإنجليزية: Andaman and Nicobar Islands) هي إقليم اتحادي هندي مكون من 836 جزيرة 31 جزيرة منها مأهولة بالسكان. تُقسم هذه الجزر إلى مجموعتين رئيسيتين: جزر أندامان الشمالية وجزر نيكوبار الجنوبية وتفصل بينهما قناة بعرض 150 كـم (93 ميل) العاصمة وأكبر مدينة في الإقليم هي بورت بلير الواقعة على بُعد حوالي 1,190 كـم (740 ميل) من تشيناي و1,255 كـم (780 ميل) من كلكتا في البر الرئيسي للهند. تمتد الجزر بين خليج البنغال من الغرب وبحر أندامان من الشرق. تقع أقصى نقطة شمالية على بُعد 901 كـم (560 ميل) من مصب نهر هوغلي وأقصى نقطة جنوبية هي إنديرا بوينت الواقعة في الطرق الجنوبي لجزيرة نيكوبار الكبرى وهي أيضًا أقصى نقطة جنوبية في الهند.
يتشارك الإقليم حدودًا بحرية مع إندونيسيا التي تقع على بُعد حوالي 165 كـم (103 ميل) من الجنوب وميانمار التي تقع على بُعد 280 كـم (170 ميل) من الشمال الشرقي وتايلاند التي تقع على بُعد 650 كـم (400 ميل) من الجنوب الشرقي. تبلغ المساحة الإجمالية للجزر حوالي 8,249 كـم2 (3,185 ميل2) وعدد سكانها 380,581 نسمة حسب تعداد 2011. يُقسم الإقليم إلى ثلاث مناطق هي: نيكوبار (عاصمتها كار نيكوبار) وأندامان الجنوبية (عاصمتها بورت بلير) وأندامان الشمالية والوسطى (عاصمتها مايابوندر).
تشير الدراسات الجينية والثقافية إلى أن شعب أندامانيز الأصلي ربما عُزل عن السكان الآخرين في العصر الحجري القديم الأوسط منذ أكثر من 30,000 عام. بينما تعود تاريخ الأدلة إلى وجود حضارة من 2200 عام. استخدمت سلالة تشولا الحاكمة إحدى ممالك التاميل الثلاث الجزر كقاعدة بحرية لحملات الاستكشافية في جنوب شرق آسيا في القرن الحادي عشر. كان الدنماركيون أول الأوروبيين الذين وصلوا إلى الجزر في عام 1755 ثم أصبحت الجزر جزءا من الراج البريطاني في عام 1868. غزت إمبراطورية اليابان الجزر في الحرب العالمية الثانية. أصبحت المنطقة مقاطعة بعد استقلال الهند في 1947 ولاحقا إقليم اتحادي بعد اعتماد دستور الهند في عام 1950.
يوجد بالجزر قيادة أندامان ونيكوبار وهي القيادة الجغرافية الوحيدة التي تديرها القطاعات الرئيسية الثلاثة للقوات المسلحة الهندية: الجيش والقوات الجوية والبحرية. الهندية والإنجليزية هما اللغتان الرسميتان للإقليم لكن اللغات المنطوقة الرئيسية هي البنغالية والتاميلية والتيلوغوية. يتحدث السكان الأصليون أيا من عائلة اللغات الأندامانية أو النيكوبارية. الهندوسية هي دين الأغلبية وتوحد أقلية مسيحية كبيرة بالإقليم. يعيش بالجزر هي أيضا شعب سينتينليز المنعزل.

## التسمية
يُعتقد أن اسم أندامان مُشتق من هاندومان المأخوذ من اسم للإله الهندي هانومان من الملحمة الهندوسية رامايانا. سمى الملايو الجزر أيضا باسم مشابه. كما سميت الجزيرة باسماء أخرى مثل Angademan الذي ذكره بطليموس في القرن الثاني الميلادي وAngamanian الذي ذكره ماركو بولو في القرن الثالث عشر. أما نيكوبار التي كانت تقع على الطريق البحري بين الهند وجنوب شرق آسيا فكانت تُعرف بـناكافارام وهي كلة تاميلية تعني الأرض المفتوحة/العارية ثم حرفت لاحقًا إلى نيكوبار.اشير إليها باسم Narikel Dweep في العمل الأدبي Kathasaritsagar العائد للقرن الحادي عشر. أطلق ماركو بولو أطلق على هذه الجزيرة اسم Necuverann بينما كانت تُعرف الجزر في الصين باسم Lo-Jan Kuo وهو ترجمة لكلمة ناكافار بنفس المعنى.

## التاريخ

### التاريخ القديم
تُظهر الدراسات الجينية والثقافية أن الشعب الأنداماني الأصلي قد يكون عُزل عن باقي السكان منذ العصر الحجري القديم الأوسطالذي انتهى منذ حوالي 30,000 عام. أمل الأدلة الأثرية المكتشفة فوجدت أن أقدم الآثار تعود إلى ما بين 200 و300 قبل الميلاد. ذكر الجغرافي بطليموس الجزر في القرن الثاني الميلادي.

### العصور الوسطى

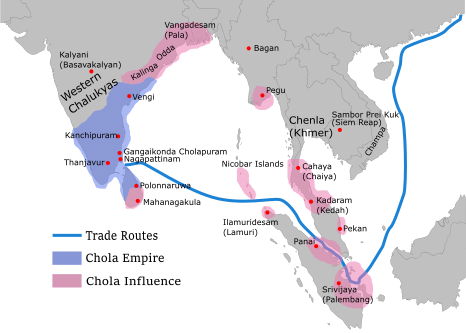
استخدمت إمبراطورية تشولا الجزر كقاعدة بحرية لغزو جنوب آسيا في القرن الحادي عشر الميلادي

كانت جزر نيكوبار تقع على طريق تجاري رئيسي يربط الهند بجنوب شرق آسيا وكانت لها صلات تجارية وثيقة بالعالم الخارجي على مدى عدة قرون. لكن لم تُوثق الكثير من معلومات ذلك العصر لأن لغات السكان الأصلية لم تكن أيا منها مكتوبة. وقد ذكرت الجزر في رحلات رحالة مثل فاكسيان في القرن السادس الميلادي وإي-تسينغ في القرن السابع الميلادي.
استخدم راجندرا تشولا الأول من سلالة تشولا في تاميلاكام جزر نيكوبار كقاعدة بحرية في القرن الحادي عشر لغزو أجزاء من جنوب شرق آسيا. كانت هذه الجزر جزءًا من طريق تشولا التجاري الذي يربط الهند بجنوب شرق آسيا وظلت كذلك أثناء حكم راجندرا الثاني وكولوثونجا الأول. اسمت النقوش التشولية من ثنجفور المؤرخة في عام 1050 ميلاديًا جزر نيكوبار باسم ما ناكافارام أي الأرض المفتوحة/العارية العظيمة باللغة التاميلية. ذُكرت جزر نيكوبار في كتابات رحلات ماركو بولو في القرن الثالث عشر الميلادي والراهب أودريك في أوائل القرن الرابع عشر الميلادي.

### الاستعمار الأوروبي
بدأ الاستعمار الأوروبي للجزر عندما وصل مستوطنون من شركة الهند الشرقية الدنماركية إلى جزر نيكوبار في 12 ديسمبر 1755. أصبحت جزر نيكوبار مستعمرة دنماركية في 1 يناير 1756 وأُطلق عليها اسم ناي دانمارك (الدنمارك الجديدة) ثم فريدريكسورن (جزر فريدريك) لاحقًا. كانت الجزر تُدار من مستعمرة ترانكيبار الدنماركية في بر الهند الرئيس. لكن فشلت محاولات الاستيطان المتعددة بسبب التفشي المتكرر للملاريا.

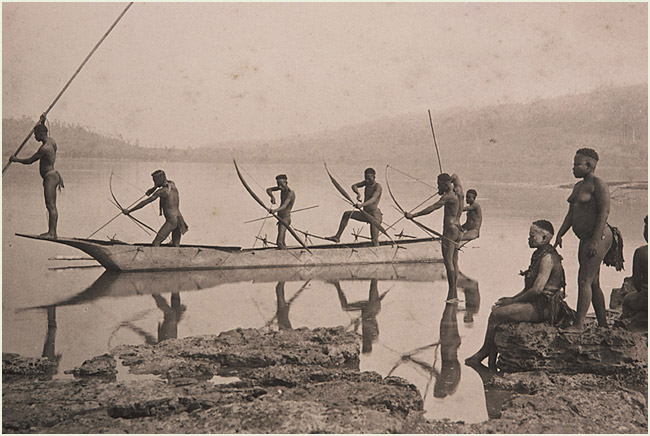
أنادمانيون يصطادون سمك (ق. 1870)

حاول ويليام بولتس تأسيس مستعمرة نمساوية في جزر نيكوبار بين عامي 1778 و1783، وبنى محاولته هذه على أساس خطأ أن الدنمارك تخلت عن الجزر واسمها بجزر تيريزا. استعمر البريطانيون جزر أندمان لإقامة قاعدة بحرية ومستعمرة عقابية في 1789. أرسلت الدفعة الأولى المكونة من 100 سجين إلى المستوطنة في عام 1794 لكن المستوطنة تُركت في عام 1796.
أسس البريطانيون مستعمرة قرب بورت بلير في عام 1858. باع الدنماركيون حقوق جزر نيكوبار للبريطانيين في 16 أكتوبر 1868، وأصبحت جزءًا من الراج البريطاني في عام 1869. ووحدت جزر أندامان ونيكوبار تحت إدارة موحدة يقودها كبير المفوضين من بورت بلير في عام 1872. بدأ بناء سجن بالجزر في عام 1896 واكتمل في عام 1906 واستُخدم لإيواء السجناء السياسيين ونشطاء الاستقلال بعيدًا عن الهند القارية.

### الحرب العالمية الثانية

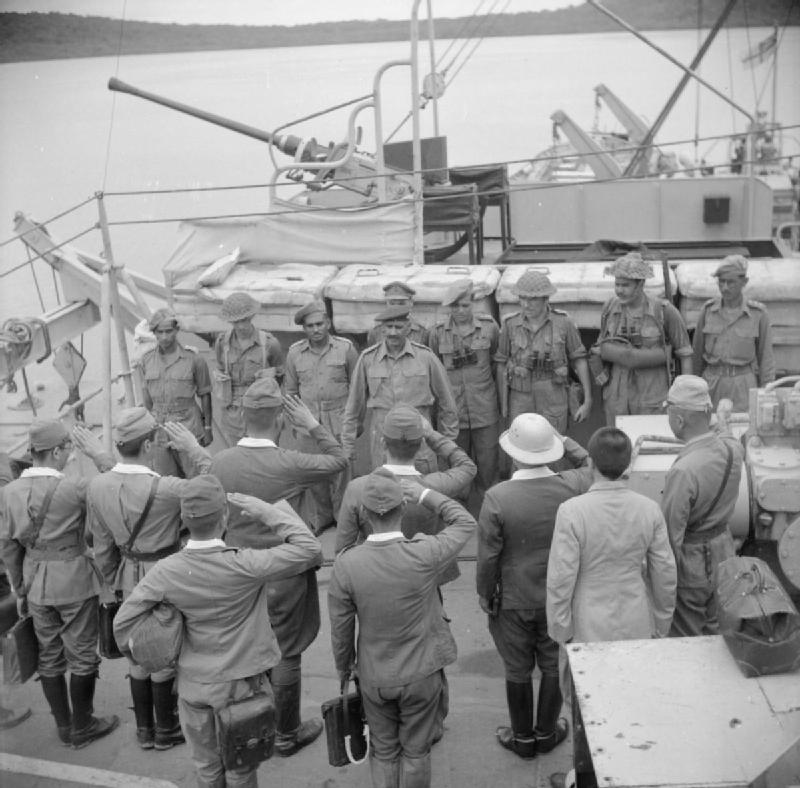
استسلام اليابانيين للمقدم. ناثو سينغ قائد فوج راجبوت في عام 1945

غزت إمبراطورية اليابان الجزر في الحرب العالمية الثانية كجزء من هجومهم على الحلفاء في عام 1942، فاستولى اليابانيون على بورت بلير في 23 مارس 1942. سلموا السيطرة عليها مؤقتًا لحكومة آزاد هند بقيادة سوبهاش تشاندرا بوز في 29 ديسمبر 1943 ذلك بناءً على اتفاق مع اليابانيين، وسميت الجزر باسم شهيد دويب (جزيرة الشهيد) وسواراج دويب (جزيرة الحكم الذاتي). عين بوز الجنرال أ. د. لوغاناثان حاكمًا للجزر لكن كانت سلطته محدودة وبقيت السيطرة الفعلية للجزر بيد اليابانيين. انتشرت تقارير عن أعمال نهب وحرق متعمد واغتصاب وقتل خارج نطاق القضاء في سنوات الاحتلال الياباني.
كثيرًا ما كان يُقتل السكان المحليون بسبب أمور تافهة أبرزها مذبحة هومفريجانج في 30 يناير 1944 التي قُتل فيها 44 مدني محلي برصاص اليابانيين بتهمة التجسس. استسلم نائب الأدميرال الياباني تيزو هارا واللواء تامينوري ساتو للمقدم ناثو سينغ قائد فوج راجبوت في 15 أغسطس 1945 على متن السفينة الحربية HMS Sandbar وسُلم الإقليم رسميًا إلى البريطانيين بواسطة العميد ج. أ. سالومونز قائد لواء المشاة الهندي 116 وكبير المديرين نويل باترسون في حفل أُقيم في Gymkhana Ground ببورت بلير في 7 أكتوبر 1945.

### ما بعد الاستقلال
أعلن البريطانيون وقت تقسيم الهند نيتهم الاحتفاظ بالجزر واستخدامها لإعادة توطين الهنود الإنجليز والبورميين الإنجليز. طالب كل من المؤتمر الوطني الهندي والرابطة الإسلامية الباكستانية بالجزر في مفاوضات التقسيم. أصبحت الجزر تابعة لاتحاد الهند بعد الاستقلال، وصنفت دستوريا إقليم D (كانت الوحيد) في عام 1950 وأدارها نائب حاكم عينته الحكومة الهندية. استُخدمت الجزر لاحقًا لإعادة توطين المهاجرين بسبب التقسيم وأنشئت العديد من المزارع. أصبحت الجزر إقليمًا اتحاديًا مستقلًا تحت إدارة حكومة الهند في عام 1956. طُورت الجزر كمؤسسة دفاعية رئيسية نظرًا لموقعها الاستراتيجي في خليج البنغال وقربها من مضيق ملقا.
تعرضت سواحل جزر أندامان ونيكوبار لموجات تسونامي بارتفاع 10 م (33 قدم) في 26 ديسمبر 2004 نتيجة زلزال تحت سطح البحر في المحيط الهندي أدى إلى وفاة أكثر من 2000 شخص وإصابة 46,000 وتشريد ما لا يقل عن 40,000 شخص. أكثر المتضررون من السكان المحليون والسياح بينما نجا السكان الأصليون بشكل كبير بسبب اتباعهم للتقاليد الشفهية التي ورثوها عن آبائهم التي حثتهم على الانتقال إلى الأراضي المرتفعة بعد حدوث أي زلزال.

## الجغرافيا

خريطة جزر أندمان ونيكوبار

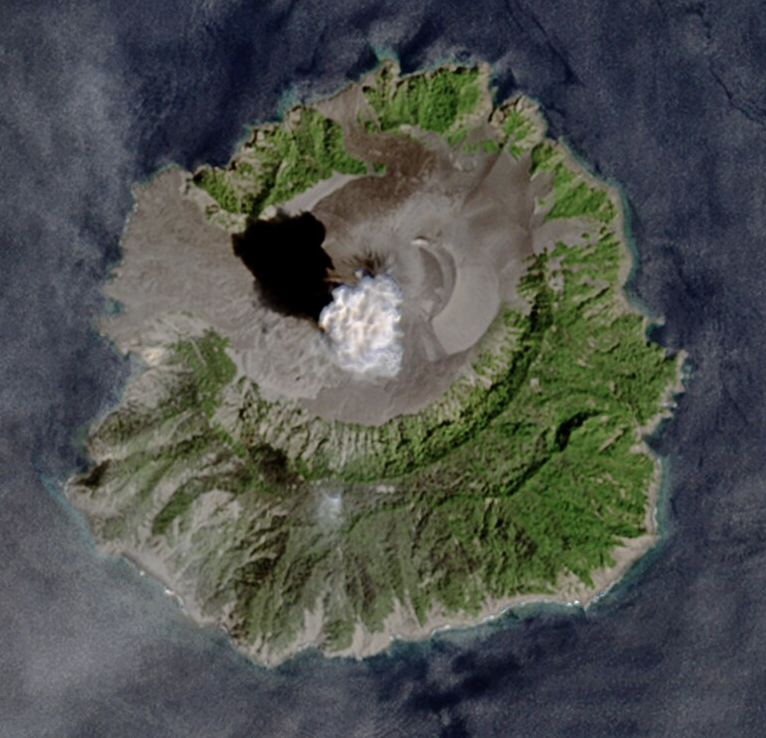
البركان لوحيد النشط بالهند بالإقليم

الإقليم مكونة 836 جزيرة وجزيرة صغيرة تحتل مساحة 8,249 كـم2 (3,185 ميل2) منها 31 فقط مأهولة بشكل دائم. تقع الجزر بين خطوط العرض 6 و14 درجة شمالًا، وخطوط الطول 92 و94 درجة شرقًا. وتقسم الجزر إلى مجموعة جزر أندامان الشمالية وجزر نيكوبار الجنوبية، وتفصل بينهما قناة العشر درجات بعرض 150 كـم (93 ميل). تبلغ مساحة أندامان 6,408 كـم2 (2,474 ميل2) في حين تبلغ مساحة نيكوبار 1,841 كـم2 (711 ميل2). وتعتبر قمة السرج التي ترتفع 737 م (2,418 قدم) والواقعة في جزيرة شمال أندامان وهي أعلى نقطة فيها. البركان النشط الوحيد في الهند يقع في جزيرة باران في بحر أندامان.
تبلغ ساحل الجزر 1,962 كـم (1,219 ميل). 1,962 كم (1,219 ميل). تختلف تضاريس الإقليم اختلافا كبيرا عبر الجزر المختلفة. تحتوي الجزر على شواطئ رملية أو صخرية من الحجر الرملي أو مستنقعات على السواحل وقد تكون محاطة بالمياه الضحلة والشعاب المرجانية. بعض جزر الإقليم مسطحة إلى جزر بها جبال عالية. الجزر محاطة عموما ببحار ضحلة ذات أعماق متفاوتة في المنطقة المجاورة مع بعض الخلجان الطبيعية العميقة. تتمتع الجزر بدرجة حرارة معتدلة على مدار العام بمتوسط يتراوح من 23 درجة مئوية إلى 31 درجة مئوية. تتمتع الجزر بمناخ استوائي ذو صيف دافئ لكن شتائه ليس بارد. يعتمد هطول الأمطار على الرياح الموسمية والأعاصير المدارية الشائعة في أواخر الصيف.

### الحياة البرية

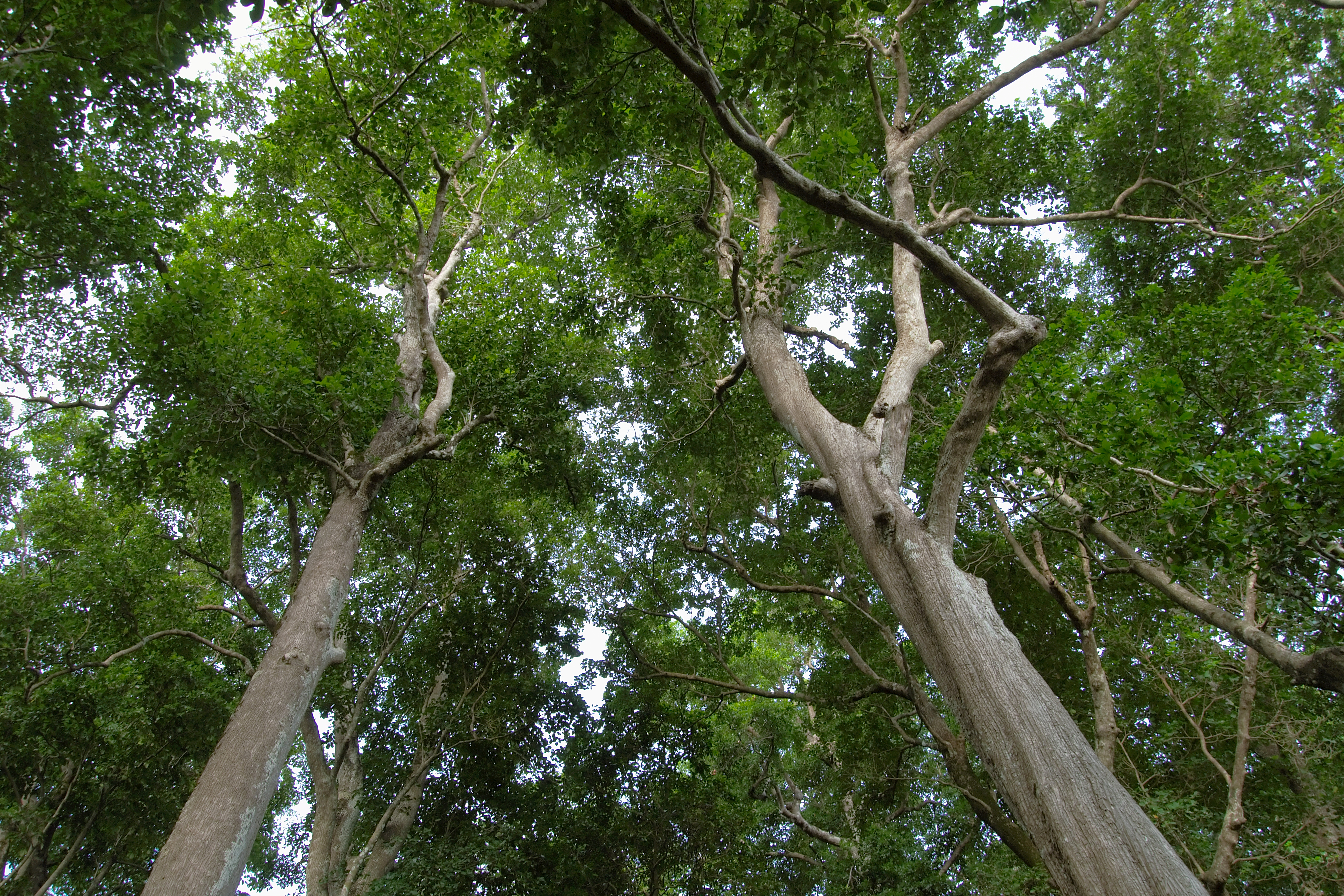
الغابات الاستوائية دائمة الخضرة في المناطق الداخلية من الجزر

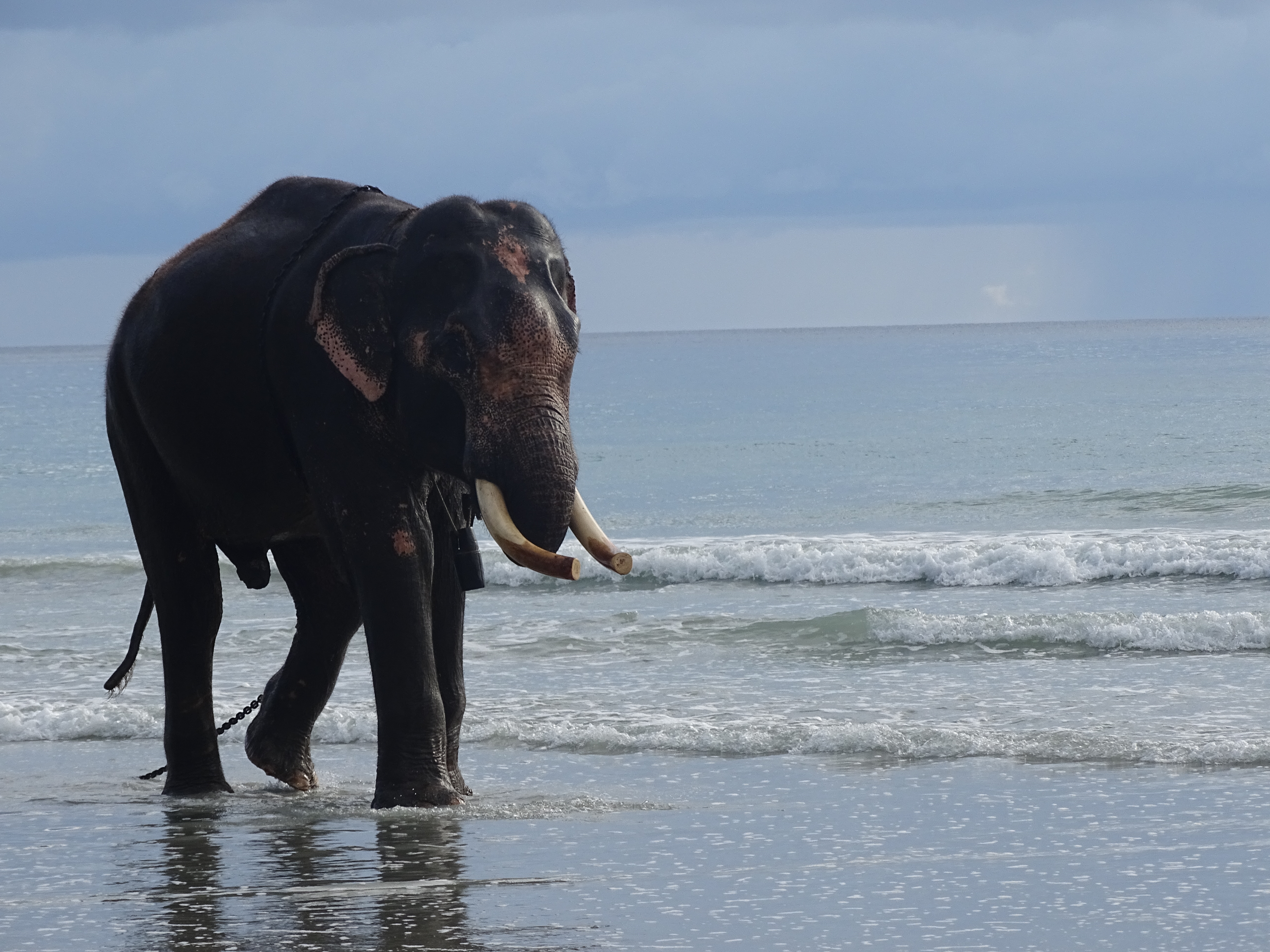
فيل هندي بالإقليم دخل الفيل الجزر في القرن التاسع عشر لاستخدامها في نقل الأخشاب

تنمو أشجار المانغروف بين المستنقعات وأشجار جوز الهند والنباتات الكثيفة المتفرقة على طول الشاطئ في الجزر. يوجد في الجزر اثنا عشر نوعًا من الغابات منها الغابات الدائمة الخضرة والموسمية وغابات المانغروف الساحلية والخيزران والشبه جبلية والمالحة. تتميز شمال أندامان بغاباتها الدائمة الخضرة الرطبة بينما توجد غابات موسمية رطبة في أندمان الوسطى وتزخر جزيرة أندامان الجنوبية بالنباتات السرخسية والسحلبية. تعتبر جزر شمال نيكوبار قاحلة إلى حد كبير ذات مناطق عشبية في حين تغطي الغابات الدائمة الخضرة معظم الجزر الوسطى والجنوبية من نيكوبار. تشكل الغابات نسبة 86.2٪ من إجمالي مساحة الأرض يوجد بها حوالي 2200 نوع من النباتات منها 200 نوع مستوطن و1300 نوع غير موجود في البر الرئيسي للهند. وتوجد أكثر من 200 نوع من الأخشاب.
تحتوي الجزر على أكثر من 8300 نوع من الكائنات الحية منها 1117 نوعًا مستوطنًا. يوجد بها حوالي 64 نوعًا من الزواحف نصفها مستوطن. جلب المستوطنين والمسافرين معظم الأنواع الكبيرة بعضها أصبح مستوطنًا نتيجة للعزلة الطويلة. هناك حوالي 55 نوعًا من الثدييات منها 32 مستوطن تشمل 26 نوعًا من الفئران و14 نوعًا من الخفافيش. يوجد الفيل الهندي المهدد بالانقراض في الغابات والجبال على أنه بالأصل غير مستوطن وأحضر إلى الجزيرة من البر الرئيسي في عام 1883 للمساعدة في تحطيب الأخشاب. من الأنواع المهددة بالانقراض والمستوطنة في الجزر توجد tree shrew وجرذ جزر نيكوبار وPalm rat وAndaman teal وNicobar scops owl وAndaman boobook وDarwin's eastern frog. أما الحيوانات الكبيرة الأخرى منها الخنزير البري والأيل الأرقط والمنتجق والصمبر.

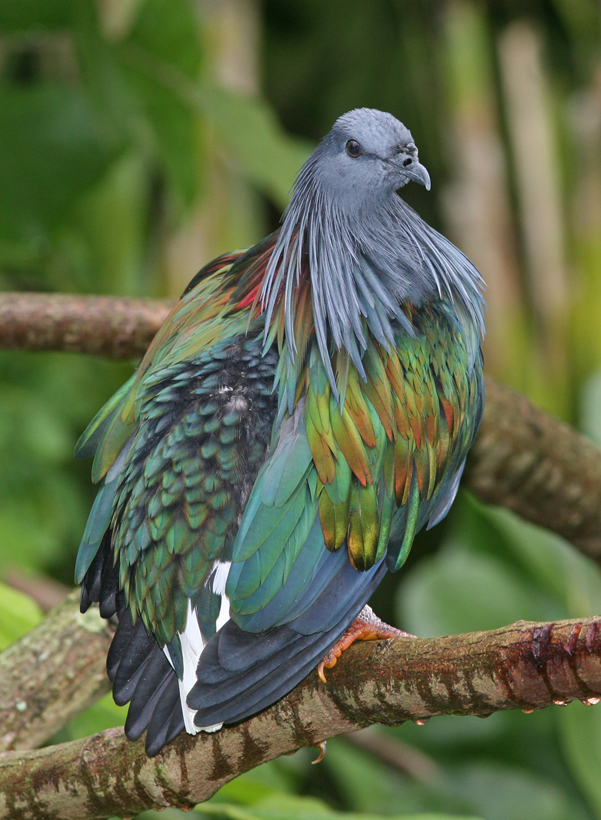
صورة لحمام نيكوبار

يوجد بالجزر حوالي 270 نوعًا من الطيور 90 نوع منها مستوطنة. تُعد كهوف الجزر مواقع تعشيش لEdible-nest swiftlet. تمر الطيور المهاجرة بالجزر وتتوقف بها عدة أنواع مثل وقواق برونزي هورشفيلدي وZappey's flycatcher وبلشون البحيرات الجاوي في هجراتها الطويلة. يعيش في المنطقة حوالي 896 نوعًا من الحشرات المجنحة منها 225 نوعًا من الفراشات.
يعيش بالبحار المحيطة بالجزر أكثر من 1350 نوعًا من شوكيات الجلد والرخويات و200 نوع من الشعاب المرجانية. أما الكائنات البحرية الكبيرة فمنها تماسيح المياه المالحة والأطوم والسلاحف والدلافين والحيتان. يوجد أكثر من 1350 نوعًا من الأسماكتشمل 13 نوعًا من أسماك المياه العذبة. تشتهر الجزر بمحارها الثمين الذي بدأ استغلاله التجاري في أوائل القرن العشرين. وتضم الجزر حوالي تسعة حدائق وطنية و96 محمية للحياة البرية منها محمية واحدة للمحيط الحيوي.
| الحيوان | أطوم                |  |
| الطائر  | Andaman wood pigeon |  |
| الشجرة  | Andaman padauk      |  |
| الزهرة  | زهرة قهوة كاذب ‏     |  |

## السكان
بلغ عدد السكان 380,581 نسمة منهم 202,871 (53.3%) ذكور و177,710 (46.7%) إناث في تعداد عام 2011. كانت نسبة الجنس 878 أنثى لكل 1000 ذكر. كان هناك إجمالي 94,551 أسرة أي 143,488 (37.7%) من السكان يعيشون في المناطق الحضرية. الهندوسية (69.5%) هي الديانة الرئيسية لسكان جزر أندامان ونيكوبار تليها المسيحية (21.7%) ثم الإسلام (8.5%).
| أديان جزر أندمان ونيكوبار (2011) | أديان جزر أندمان ونيكوبار (2011) | أديان جزر أندمان ونيكوبار (2011) | أديان جزر أندمان ونيكوبار (2011) | أديان جزر أندمان ونيكوبار (2011) |
| -------------------------------- | -------------------------------- | -------------------------------- | -------------------------------- | -------------------------------- |
| الدين                            | الدين                            |                                  | النسبة                           | النسبة                           |
| الهندوسية                        | الهندوسية                        |                                  | 69.45%                           | 69.45%                           |
| المسيحية                         | المسيحية                         |                                  | 21.28%                           | 21.28%                           |
| الإسلام                          | الإسلام                          |                                  | 8.52%                            | 8.52%                            |
| أخرى                             | أخرى                             |                                  | 0.75%                            | 0.75%                            |

عاش السكان الأصليون لجزر أندامان (شعب أندمان العظيم والأونجي والجاراوا والسينتينليز) وكانوا معزولين وتحدثوا لغات أندامانية لآلاف السنين. كانت جزر نيكوبار جزءًا من طرق التجارة وكان يتردد عليها المسافرون وكانت مأهولة بشعب الشومبن قبل استقرار سكان نيكوباري الذين يتحدثون اللغات الأسترو آسيوية. الجزر هي أيضًا موطن لشعب السينتينليز وهم الشعب المنعزل الوحيد المعروف في الهند. قُدر عدد السكان الأصليين بحوالي 5000 نسمة عندما استعمرت الجزر أول مرة وزاد عدد سكان الجزر مؤقتًا خلال الاستعمار ثم ارتاع ارتفاعًا هائلًا بعد الستينيات بسبب سياسات حكومة الاتحاد التي شجعت باقي سكان الهند على السكن بالجزر. انخفض عدد السكان الأصليين بشكل كبير في أوائل القرن الحادي والعشرين قُدر أنهم يتألفون من 44 من شعب أندمان العظيم و380 من الجاراوا و101 من البنغس و15 من السينتينليز و229 من الشومبن اعتبارًا من عام 2016. تسعى حكومة الهند لحماية السكان المتبقين من خلال توفير الوصول إلى مرافق الرعاية الصحية والاتصالات والمشاركة الاجتماعية.

### اللغات
| لغات جزر أندمان ونيكوبار (2011) | لغات جزر أندمان ونيكوبار (2011) | لغات جزر أندمان ونيكوبار (2011) | لغات جزر أندمان ونيكوبار (2011) | لغات جزر أندمان ونيكوبار (2011) |
| ------------------------------- | ------------------------------- | ------------------------------- | ------------------------------- | ------------------------------- |
| اللغات                          | اللغات                          |                                 | النسبة                          | النسبة                          |
| اللغة البنغالية                 | اللغة البنغالية                 |                                 | 28.49%                          | 28.49%                          |
| اللغة التاميلية                 | اللغة التاميلية                 |                                 | 15.20%                          | 15.20%                          |
| اللغة التيلوغوية                | اللغة التيلوغوية                |                                 | 13.24%                          | 13.24%                          |
| اللغة الهندية                   | اللغة الهندية                   |                                 | 12.91%                          | 12.91%                          |
| Nicobarese                      | Nicobarese                      |                                 | 7.60%                           | 7.60%                           |
| اللغة الماليالامية              | اللغة الماليالامية              |                                 | 7.22%                           | 7.22%                           |
| أخرى                            | أخرى                            |                                 | 15.33%                          | 15.33%                          |

يتحدث الشعب الأنداماني حوالي اثنتي عشرة لغة أندامانية مهددة بالنقراض تنقسم إلى عائلتين لغويتين: الأندامانيية الكبرى والأونجان ولا ترتبط هذه اللغات ببعضها البعض أو بأي مجموعة لغوية أخرى. هناك لغتان من هذه المجموعة غير موثقتين: السنتينيليزية التي يتحدث بها شعب السنتينيليز الذين يرفضون الاتصال بالأجانب ويُعتقد أنها مرتبطة بالأونجان التي انقرضت في عشرينيات القرن العشرين وهو قول أنفيتا أبي وجانجيل. السكان الأصليون لجزر نيكوبار يتحدثون لغة الشومبين، التي يتحدث بها شعب الشومبن، وخمس لغات نيكوبارية أخرى وهي من عائلة اللغات الأسترونيزية الآسيوية ويتحدث بها حوالي 29,000 شخص أو 7.6٪ من السكان.
أما لغات المهاجرين الأكثر انتشارًا فيها البنغالية (28.5٪) والتاميلية (15.2٪) والتيلوغوية (13.2٪) والهندية (12.9٪) والمالايالامية (7.2٪) والسادرية (5.5٪) والكورخية (4٪). الهندية هي اللغة الرسمية في الجزر واعتمدت الإنجليزية لغة رسمية إضافية للتواصل.

## السياسة والإدارة
الجزر هي إقليم اتحادي يديرها نائب حاكم بالنيابة عن حكومة الهند. أُسس الإقليم الاتحادي في عام 1956 وكان رئيس المفوضين هو رئيس الإدارة. تولى نائب الحاكم مهام رئيس المفوضين رئيسًا للإدارة في عام 1982. أسس "مجلس برديش" الذي يضم أعضاء يمثلون الشعب لتقديم المشورة لنائب الحاكم في عام 1981. يمثل الإقليم مقعد واحد في لوك سابها الغرفة الأدنى في البرلمان الهندي. ينقسم الإقليم إلى ثلاث مقاطعات يترأس كل منها نائب مفوض. تمتلك محكمة كلكتا العليا السلطة القضائية على الجزر ولها فرع في بورت بلير.
| الاسم                    | العاصمة     | المساحة (كم2) | السكان (2011) | التحاصيل                               |
| ------------------------ | ----------- | ------------- | ------------- | -------------------------------------- |
| أندامان الشمالية والوسطى | Mayabunder  | 3٬302         | 105٬597       | Diglipur وMayabunder وRangat           |
| South Andaman            | بورت بلير   | 3٬106         | 238٬142       | بورت بلير وFerrargunj وLittle Andaman  |
| Nicobar                  | Car Nicobar | 1٬841         | 36٬842        | Car Nicobar وNancowrie ونيكوبار الكبرى |

تمتلك المجتمعات الأصلية أنظمة إدارية خاصة بها. فهناك مستوطنات طويلة الأمد تُعرف بـ "baraij" وأخرى قصيرة الأمد تُعرف بـ "chang". يعيش سكان الساحل المعروفون بـ "أريوتو" في مستوطنات شبه دائمة، بينما تعيش القبائل الداخلية المسماة "eremtaga" في مستوطنات مؤقتة تسمح لهم بالتنقل خلال فترات الجفاف.

## الاقتصاد
وصل الناتج المحلي الإجمالي للولاية إلى 0.103 لك كرور روبية هندية (1٫7 مليار دولار أمريكي) في عام 2022. الزراعة تعتبر المهنة الرئيسية فيعمل بها حوالي 50% من القوة العاملة. فقط حوالي 48,675 هكتار (120,280 أكر) أي ما يقارب 6% من إجمالي الأراضي صالحة للزراعة. الأرز هو المحصول الغذائي الأساسي ويُزرع في حوالي 20% من الأراضي الزراعية. تستود الجزر معظم المواد الغذائية من البر الرئيسي للهند. جوز الهند والأريكانوت هما المحاصيل النقدية الرئيسية في جزر نيكوبار. والمحاصيل الأخرى هي البقوليات والبذور الزيتية والخضروات مثل البامية والباذنجان والقرع والفجل والتوابل والفواكه مثل المانجو والسبوتة والبرتقال والموز والجوافة والأناناس. يُزرع المطاط والزيت الأحمر والنخيل والكاجو في مزارع محدودة النطاق. يوجد في الإقليم منطقة اقتصادية خالصة تزيد مساحتها عن 6 كيلومترات مربعة، مما يساهم في صناعة صيد الأسماك. وحتى عام 2017، أنتجت المنطقة 27,526 طنًا من الأسماك، معظمها من القطاع البحري مع مساهمة طفيفة من مصايد الأسماك الداخلية.
كان هناك 1,833 صناعة صغيرة مسجلة تعمل بشكل رئيسي في مجالات الهندسة والنجارة والمنسوجات باستثناء 21 مصنعًا اعتبارًا من 2008. مركز الصناعات المحلية (DIC) هو الجهة المسؤولة عن تطوير الصناعات الصغيرة والمتوسطة في الجزر. شركة التنمية المتكاملة لجزر أندامان ونيكوبار المحدودة (ANIIDCO) التي تأسست في عام 1988 هي المسؤولة عن التنمية الاقتصادية والنمو في الجزر.

### السياحة

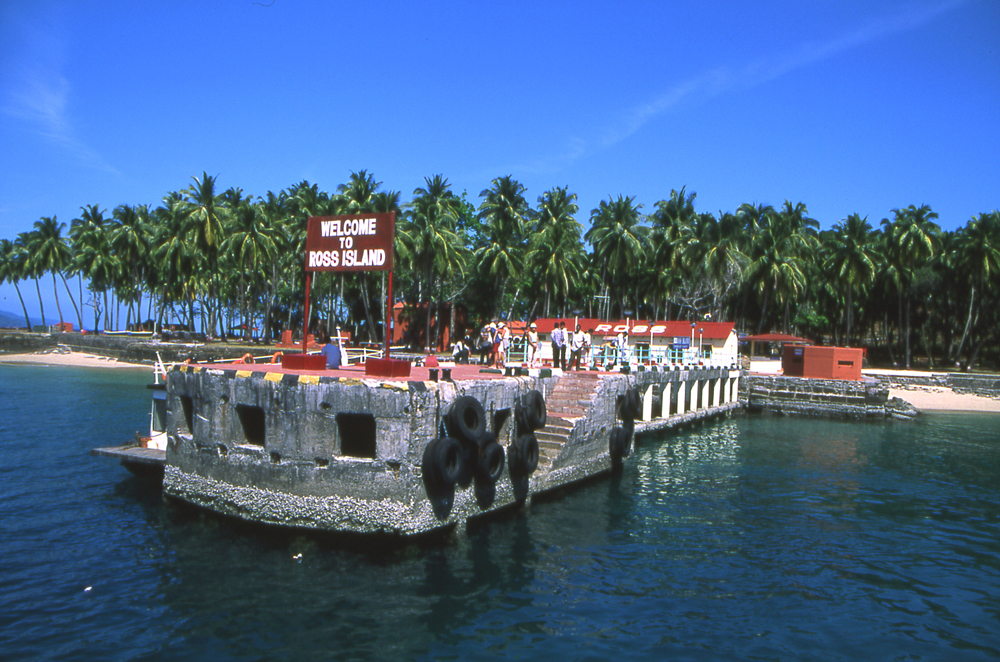
جزيرة نيتاجي سوبهاش تشاندرا بوس في عام 2004

تعتبر السياحة قطاع مهم في اقتصاد الجزر. استقبلت الجزر أكثر من 4 ملايين زائر في عام 2016 تبلغ نسبة السياح المحليين 94٪. شرعت حكومة الهند في خطط لتطوير المرافق على مختلف الجزر تحت رعاية المعهد الوطني لتحويل الهند (NITI Aayog) بهدف زيادة الإقبال السياحي في عام 2018. يُمنح السياح الأجانب تصاريح المناطق المحظورة (RAP) التي تسمح لهم بالوصول إلى مناطق معينة تحت شروط محددة، بينما لا يحتاج السياح المحليون إلى مثل ذلك التصريح لكن المحميات القبلية تكون مغلقة وتتطلب إذنًا خاصًا للدخول.
معالم الجب الرئيسة هي السجن التاريخي ومطحنة تشاتام ومتحف الغابات ومتحف سامودريكا البحري ومتحف الأنثروبولوجيا وأكواريوم مصايد الأسماك ومركز العلوم وخليج كاربين في بورت بلير. والشواطئ البارزة هي بهاراتبور ولاكشمانبور وسيتابور في شهيد دويب؛ شواطئ ورادهاناجار في سواراج دويب؛ وشاطئ أمكونج بالقرب من رانجات؛ وأشجار المانغروف في ضنان الله وشاطئ كارماتانغ بالقرب من مايابوندر تُمارس فيها الرياضات المائية المتنوعة مثل التجديف بالكاياك والغوص والتزلج الهوائي. بالجزر أيضًا كهوف الحجر الجيري والبراكين الطينية بالقرب من ديجليبور؛ وجزيرة ساجري وجزر روس وسميث والعديد من المتنزهات الوطنية والمحميات الطبيعية.

## النقل

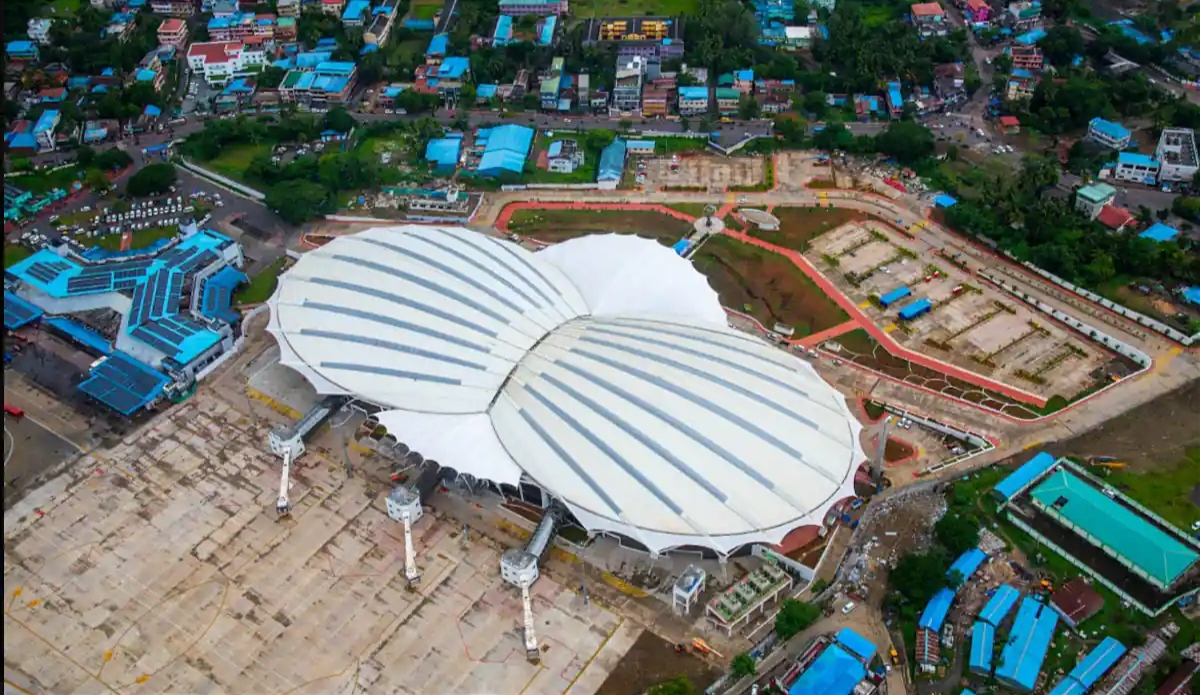
مطار فير سافاركار الدولي هو المطار الرئيسي الوحيد في الجزر

يخدم مطار فير سافاركار الدولي القريب من بورت بلير الجزر والذي يوفر رحلات منتظمة إلى المدن الرئيسية في الهند. يوجد بالمطار قاعدة عسكرية جوية تابعة للبحرية الهندية. يبلغ طول المدرج بطول 3,290 م (10,794 قدم) وتدير هيئة المطارات في الهند الجزء المدني بينما تدير البحرية الهندية عمليات الحركة الجوية. تدير قيادة أندامان ونيكوبار للقوات المسلحة الهندية قواعد جوية في كار نيكوبار AFS وINS Kohassa وINS Utkrosh وINS Baaz.
يوجد 23 ميناءً في الجزر أهمهم ميناء بورت بلير وثمانية موانئ مهمة أخرى هي ديجليبور ومايابوندر ورانجات وهت باي وكار نيكوبار وكاتشال وخليج كامبل. اقترحت الحكومة الهندية تطوير محطة جديدة لسفن الحاويات ومطار في غريت نيكوبار في عام 2022. تنتشر 39 منارة عبر الجزر.
كانت هناك طرق سريعة وطنية بإجمالي طول 422 كم في الولاية في عام 2018 أهمها الطريق السريع الرئيسي NH 4 بطول 230.7 كم الذي يربط بورت بلير بديجليبور.

## البنية التحتية
لا ترتبط الجزر بشبكة كهربائية موحدة وتعتمد كل جزيرة على مصادر طاقتها المستقلة لتلبية احتياجاتها. تمتلك الجزر إجمالي قدرة طاقة مركبة تصل إلى 68.46 ميجاوات وتُولّد الأغلبية منها من محطات الديزل بالإضافة إلى محطة واحدة للطاقة الكهرومائية بقوة 5.25 ميجاوات على نهر كالبونغ. أُنشئت محطة جديدة للديزل بقدرة 15 ميجاوات في جنوب أندامان بدعم من اليابان في عام 2016. طرحت الحكومة مقترحات لتطوير محطات طاقة وبنية تحتية إضافية في غريت نيكوبار في عام 2022.
تقدم مختلف شركات الاتصالات خدمات الهاتف المحمول الجيل الرابع في الجزر. بدأت شبكة بهارات للنطاق العريض بتمديد كابلات الألياف الضوئية البحرية لربط الجزر بتشيناي في ديسمبر 2018. فُعلت كابل الألياف الضوئية تحت البحر، مما أتاح الاتصالات السريعة للنطاق العريض في الجزر في 10 أغسطس 2020.

## التعليم
أُسست أول مدرسة ابتدائية في الجزر عام 1881. كان هناك 12 مدرسة بالجزر وقت الاستقلال منها مدرسة ثانوية واحدة. ارتفع عدد المدارس العاملة في الجزر إلى 428 مدرسة في عام 2023، ووصل إجمالي عدد الطلاب المسجلين بها إلى 86,081 طالبًا.  كان معهد جواهر لال نهرو راجكيا ماهافيديالايا أول مؤسسة للتعليم العالي وقد تأسس في عام 1967. وقد تأسست كلية المهاتما غاندي الحكومية في عام 1990 وهي تتبع جامعة بونديشيري. تأسست كلية الدكتور بي آر أمبيدكار الحكومية للفنون التطبيقية في عام 1984، وتبعتها كلية الهندسة ومعهد الدكتور بي آر أمبيدكار للتكنولوجيا في عام 1989. وكلية أندامان للقانون وهي الكلية القانونية الوحيدة في الإقليم التي تأسست في عام 2016. وتأسس معهد جزر أندامان ونيكوبار للعلوم الطبية في عام 1963.

## الذكر العالمي
- ذكر آرثر كونان دويل جزر أندامان في رواية شرلوك هولمز علامة الأربعة.[118]
- جرت أحداث رواية "Sabuj Dwiper Raja" (1976) للكاتب البنغالي سونيل جانجوبادهياي من سلسلة كاكابابو في الجزر. أُنتج فيلم يحمل الاسم نفسه وصور أغلبه بالجزر في عام 1979.[119][120]
- اعتمد فيلم Kaalapani المالايالامي الحائز على الجائزة الوطنية في أحداثه على السجن العقابي في بورت بلير وصورت أجزاء كبيرة منه في الجزر.[121]
- مسلسل نتفلكس الأصلي Kaala Paani مبني على مرض خيالي ينتشر في الجزر.[122]